# Кто-нибудь видел мою девчонку? (фильм, 1952)
Кто-нибудь видел мою девчонку? (англ. Has Anybody Seen My Gal) – американская кинокомедия режиссёра Дугласа Сирка, снятая на киностудии Universal Pictures в 1952 году.
Фильм снят по мотивам романа  Элинор Портер "Oh Money! Money!".
Премьера состоялась 25 июня 1952 года.

## Сюжет
Действие фильма происходит в конце 1920-х годов.
Стареющий миллионер, не имеющий наследников, хочет оставить своё состояние ничего не подозревающей семье единственное женщины, которую любил, но она отвергла его.
Он считает, что именно отказ любимой побудил в нём силы, позволившие сколотить состояние.
Решив оставить ей наследство, но не раньше, чем проверит своих потенциальных наследников. Миллионер приезжает инкогнито в тихий городок, и поселяется в их доме, живя с ними под одной крышей под видом бедного официанта местной кофейни. Для эксперимента он поручает своему нотариусу 
передать семье чек на 100 000 долларов и наблюдает как разворачиваются события.

## В ролях
- Пайпер Лори — Миллисент Блэйзделл
- Рок Хадсон — Дэн Стеббинс
- Чарльз Коберн — Сэмюэл Фултон
- Жижи Перро — Роберта Блэйзделл
- Линн Бари — Гарриет Блэйзделл
- Ларри Гейтс — Чарльз Блэйзделл
- Уильям Рейнольдс — Хауард Блэйзделл
- Скип Хомейер — Карл Пеннок
- Фрэнк Фергюсон — Эдвард Нортон
- Пол Харви — судья Уилкинс
- Джеймс Дин — любитель мороженого (эпизод, нет в титрах)
- Льюис Форрест
- Глория Холден
- Фред Нарни
- Уиллард Уотерман
- Хелен Уоллес